# Musée mobile
 (février 2014).
Si vous disposez d'ouvrages ou d'articles de référence ou si vous connaissez des sites web de qualité traitant du thème abordé ici, merci de compléter l'article en donnant les références utiles à sa vérifiabilité et en les liant à la section « Notes et références ».

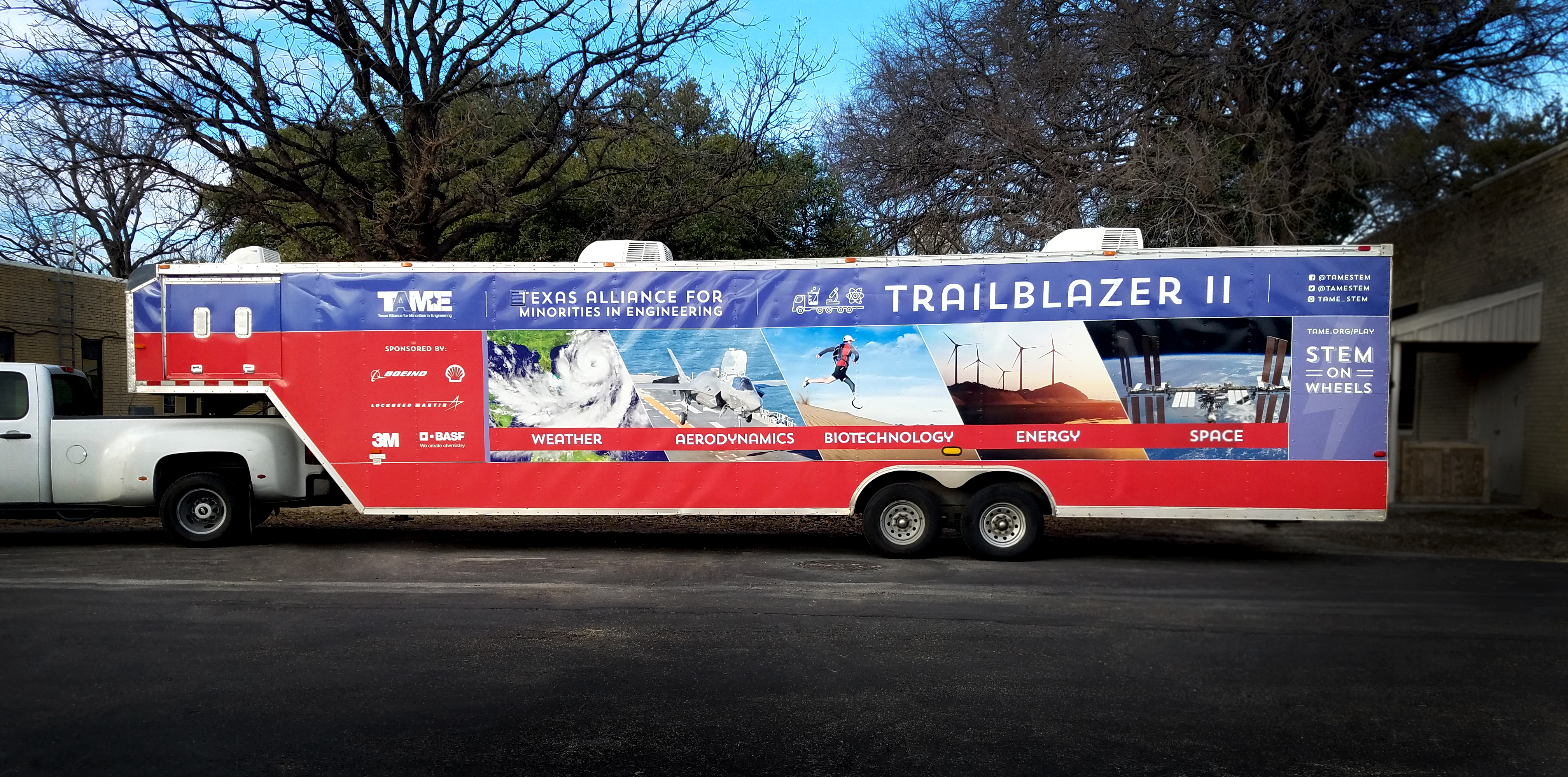
Musée mobile au Texas

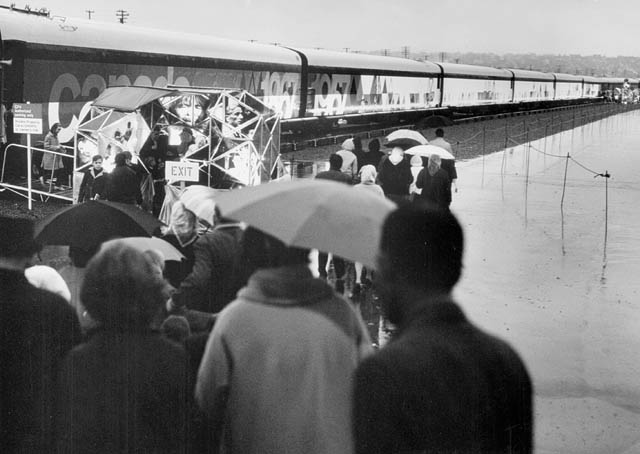
Le Train de la Confédération à Vancouver en 1967

Un musée mobile ou musée itinérant est un musée éducatif qui apporte le musée à la population plutôt que l'inverse. Typiquement, ils peuvent être dans les autocaravanes ou camions/remorques qui conduisent à des écoles, des bibliothèques et des événements ruraux. Leur modèle d'affaires est d'utiliser la subvention ou le soutien des bailleurs de fonds, comme ils projettent est de rendre l'exposition du musée accessible aux populations mal desservies.

## Histoire
Alexandre Roinachvili, photographe géorgien, créa en 1887 un musée mobile, où il exposait ses photos de la culture géorgienne et allait dans des villes telles que Astrakhan, Saratov ou Saint-Pétersbourg.
Les musées itinérants avaient initialement une vocation sociale. Aujourd'hui, cette vocation apparait dépassée et les musées itinérants développent de nouveaux objectifs.
Pour célébrer le centenaire du Canada, le train de la Confédération parcourt le pays en 1967 sur les voies ferrées canadiennes, avec six wagons présentant des expositions. Les semi-remorques transportent des expositions vers communautés plus petites que le réseau ferroviaire ne peut atteindre.
En 2008, le Chanel Art Mobile voit le jour et s'expose pour la première fois à Hong-Kong. Conçu par Zaha Hadid et imaginé par Karl Lagerfeld, ce musée avait pour objectif, avant de s’échouer sur le parvis du l’Institut du monde arabe, de promener autour du monde la vision de l'art contemporain selon Chanel. Le monument mobile, musée-sculpture à l’instar du Guggenheim Bilbao de Frank Gehry, a accueilli des œuvres ayant pour thème le sac matelassé Chanel.